# Nagyszőlősi Kankó-vár
A Nagyszőlős fölött emelkedő Fekete-hegy sziklateraszán állnak a Kankó-vár, egykori nevén Ugocsavár romjai.

## Története
A honfoglalás után a magyarok kisebb erődítményt emeltek a Fekete-hegyen, amely védelmet nyújtott a vidékre gyakran betörő besenyők ellen. 
Az első írásos említése a várnak 1308-ból származik. Ekkor a Borsa család birtoka. Borsa Kopasz lázadása után a Károly Róbert lerombolja a várat. 1399-ben I. Zsigmond Perényi Pál Zemplén-megyei ispánnak adományozta Nagyszőlőst és környékét a törökök elleni háborúban játszott kimagasló szerepért és engedélyezi az új vár felépítését.
A 15. század elején a vár a ferences rendi szerzetesek tulajdonába került. A Fekete-hegyen épült vár a Tisza jobb partja mentén futó utat és a réveket ellenőrizte.
A protestáns hitre át tért Perényi Ferenc 1544-ben elvette a szerzetesektől a várat és megerősítette azt, lovagvárrá alakította. 1566-ban azonban elárulta I. Ferdinándot és János Zsigmond erdélyi fejedelem oldalára állt. A király parancsára katonái 1557-ben elfoglalták a várat és egy év múlva lerombolták azt. 

## Külső hivatkozások
- Kárpátaljai-vár.lap.hu – Linkgyűjtemény
- Várak Magyarországon